# Пьер (граф Женевы)
Пьер (фр. Pierre de Genève; ум. 1392) — граф Женевы с 1369 года, с 1374 года по правам жены граф Водемон и сеньор де Жуанвиль.

## Биография
Четвёртый из пяти сыновей Амадея III Женевского и Маго Овернской. В 1369 или 1370 году наследовал брату — Жану I.
Верный вассал графов Савойи, помогал им в войне с миланцами.
В 1374 году женился на Маргарите де Жуанвиль (1354—1418), графине де Водемон. Детей не было.
В 1376 году принёс оммаж графу Бара в качестве правителя Водемона.
В 1378 году брат Петра Роберт Женевский был избран папой под именем Климента VII — в противовес папе Урбану VI, и Пётр Женевский провел последние годы жизни при его дворе в Авиньоне.
В 1382 году был одним из предводителей войска Амадея VI Савойского, посланного в Италию помочь Людовику Анжуйскому завоевать Неаполитанское королевство.